# Dietrich von Broemse

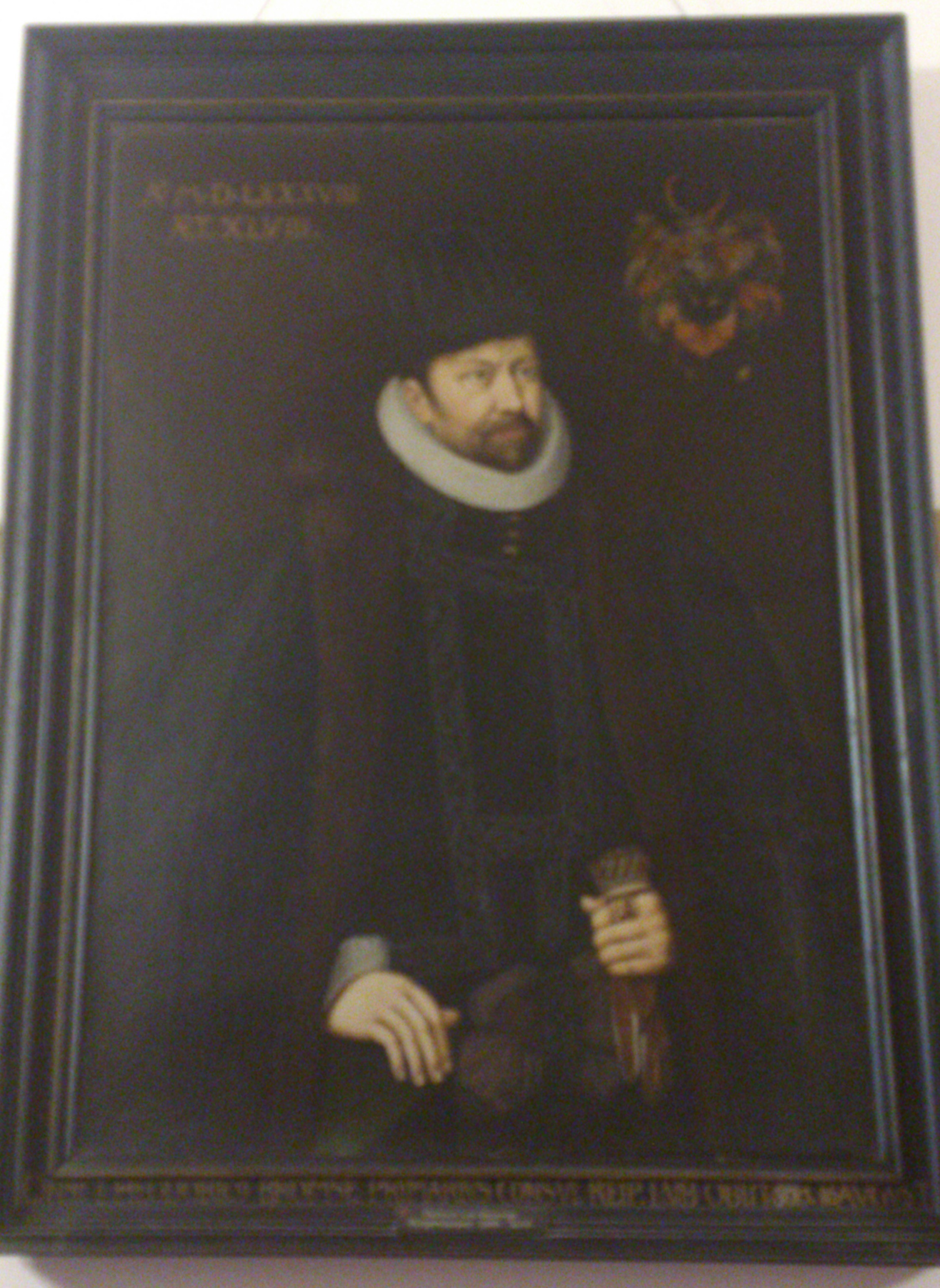
Zeitgenössisches Gemälde von Dietrich von Broemse im Rathaus der Hansestadt Lübeck

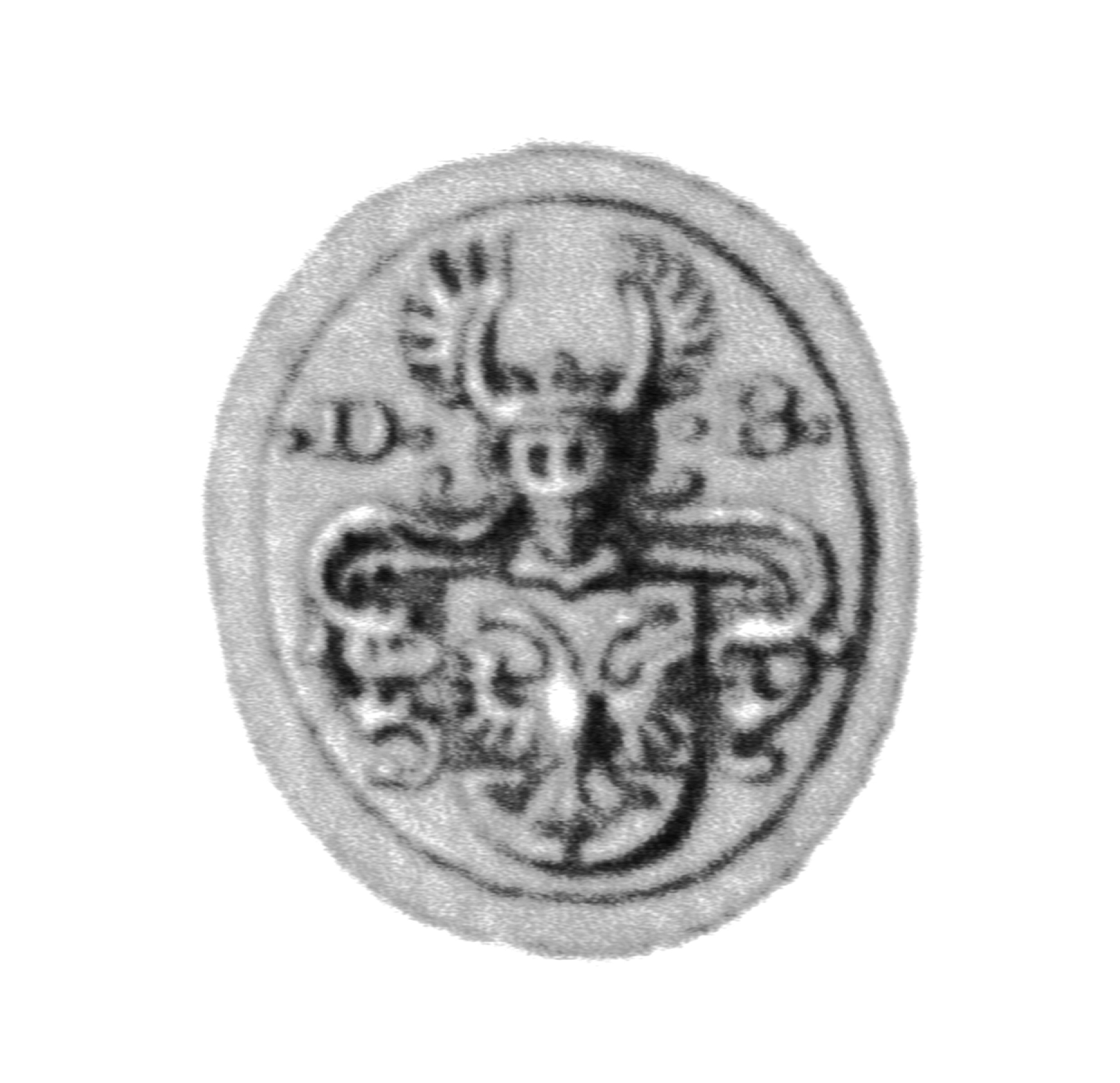
Siegel des Dietrich von Broemse um 1598

Dietrich von Broemse (* 1540; † 18. August 1600) war ein deutscher Patrizier und Ratsherr. Er war ab 1588 Bürgermeister der Hansestadt Lübeck.

## Leben
Broemse entstammte einer alten Lübecker, ursprünglich aus Lüneburg stammenden Rats- und Patrizierfamilie. Er war Sohn des Lübecker Ratsherren Heinrich Brömse und Großneffe des Bürgermeisters Nikolaus Brömse, der für sich und die Familie 1532 einen kaiserlichen Wappenbrief erhalten hatte. Dietrichs Mutter Magdalena war eine Tochter des Lübecker Ratsherrn Johann Lüneburg. Beide Familien gehörten der Zirkelgesellschaft an, zu deren Neugründern Dietrich von Broemse 1580 zählte.
Dietrich von Broemse wurde 1567 in den Rat der Stadt gewählt und 1588 zum Bürgermeister bestimmt. Er heiratete in erster Ehe Catharina, Tochter des Lübecker Bürgers Andreas von Calven, und Witwe des Hartwig von Stiten († 1562), und in zweiter Ehe Engel, geb. Carstens, die Witwe des früheren Syndikus und Bürgermeisters Hermann von Vechtelde. Er bewohnte den Brömserhof in der heutigen Schildstraße. Als Mitgift aus erster Ehe besaß er das Gut Stockelsdorf, weiter war er Besitzer von Gut Klein Steinrade.
In sein letztes Lebensjahr fielen die sogenannten Reiserschen Unruhen, die sich über fast zwei Jahre hinzogen. Gemeinsam mit dem ersten Bürgermeister Gotthard V. von Hoeveln vertrat Broemse die konservative Ratsposition in diesem Streit. Um den Unruhestifter Dr. Heinrich Reiser nicht zu sehr aufzuwerten, überließ von Hoeveln es dem zweiten Bürgermeister Alexander Lüneburg die Verhandlungen zu führen. Dieser brachte sie nach Broemses Tod am 28. November 1600 zu einem akzeptablen Abschluss.
Dietrich von Broemse starb laut Fehling „an einer Wunde, die er sich mit einem Messer beigebracht hatte,“ also von eigener Hand. Eine alte Chronik sagt: „Den 16. Augusti 1600 hatt ein Burgermeister vonn Lübeck Diderich Bromse genandt durch Anregung dess Teuffels sich mit einem kleinen Messer in den Gurgell geschnidten, soll aber bis in denn dritten Tags noch gelebet haben unnd den 18. Augusti gestorben, Ist folgendts den 21. Augusti mit stadtlichen Zeremonien unnd einem güldenn Stucke zur Erden bestetiget unnd in S. Otilien Kirchenn begraben worden.“ Trotz seines Selbstmords wurde er als Obervorsteher (seit 1589) der Ägidienkirche in der Kirche begraben. Sein Grabstein ist im Vorraum der von-Breitenau-Kapelle erhalten. Bis 1803 hing auch sein Wappen an der Ostseite des 3. Süderpfeilers der Kirche. Sein Porträt hängt in der Bürgermeistergalerie des Lübecker Rathauses.
Dietrich von Broemse hatte zwei Söhne und zwei Töchter. Sein Sohn Heinrich (1569–1632) war mit Margaretha, der Tochter des Bürgermeisters Gotthard V. von Hoeveln, verheiratet. Er wurde 1610 Ratsherr. Ihm gehörten die Güter Stockelsdorf und Krummesse, das er 1618 von den Miterben seiner Frau erwarb. Der andere Sohn Diedrich (1579–1638) wurde nach dem Tod des Bruders 1633 Ratsherr und vertrat die Stadt 1635 als Gesandter in London. Er war verheiratet mit Meta (Margaretha), Tochter des Ratsherrn und Bürgermeisters Joachim Lüneburg. Er erbte von seinem Vater das Gut Klein Steinrade. Die Tochter Magdalena von Broemse (* um 1564; † 1646) war mit dem Patrizier Johann von Hoeveln († 1609/10) verheiratet. Nach dessen Tod wollte sie in zweiter Ehe den Juristen Theodor von Senden (1560–1610) aus Lübeck heiraten, der jedoch unmittelbar vor der geplanten Hochzeit starb.